# البروس تدیف
البروس تدیف (به اوکراینی: Ельбру́с Те́деєв؛ زادهٔ ۵ دسامبر ۱۹۷۴) کشتی‌گیر پیشین و سیاستمدار اوستیایی‌تبار اهل کشور اوکراین است. او در دسته‌های سبک‌وزن ۶۲، ۶۳ و ۶۶ کیلوگرم کشتی آزاد، برندهٔ مدال طلای المپیک ۲۰۰۴ آتن و مدال برنز المپیک ۱۹۹۶ آتلانتا و همچنین قهرمان سه دورهٔ مسابقات قهرمانی کشتی جهان در سال‌های ۱۹۹۵، ۱۹۹۹، ۲۰۰۲ است. نام او در سال ۲۰۱۳ به عنوان یکی از مفاخر کشتی جهان به تالار افتخارات و مشاهیر اتحادیه جهانی کشتی اضافه شد.
تدیف از سال ۱۹۹۳ با تغییر تابعیت از کشور روسیه، به تیم ملی کشتی کشور اوکراین پیوست و افتخارات بسیاری کسب کرد. او همچنین قهرمان کشتی اروپا در ۱۹۹۹ است. او با جامبولات تدیف، مربی کشتی شهیر روسیه نسبت فامیلی دارد.